# اندیس زر بیشه
زر بیشه یک اندیس فلزی است که در حوالی شهر پل سفید استان مازندران قرار دارد و مادهٔ معدنی موجود در آن، سرب و روی است.  